# Chiloglanis paratus
Chiloglanis paratus är en fiskart som beskrevs av Crass, 1960. Chiloglanis paratus ingår i släktet Chiloglanis och familjen Mochokidae. IUCN kategoriserar arten globalt som livskraftig. Inga underarter finns listade i Catalogue of Life.